# Кричим
Кри́чим (болг. Кричим) — місто в Пловдивській області Болгарії. Адміністративний центр общини Кричим.

## Населення
За даними перепису населення 2011 року у місті проживали 8409 осіб.
Національний склад населення міста:
| Національність   | Кількість осіб | Відсоток |
| ---------------- | -------------- | -------- |
| болгари          | 4652           | 56,8%    |
| турки            | 1646           | 20,1%    |
| цигани           | 564            | 6,9%     |
| інша             | 44             | 0,5%     |
| не визначились   | 1279           | 15,6%    |
| Всього відповіли | 8185           |          |

Розподіл населення за віком у 2011 році:
Динаміка населення: